# Rivière des Cèdres (rivière Portneuf)
Pour les articles homonymes, voir Cèdres (homonymie).
La rivière des Cèdres est un affluent de la rivière Portneuf, coulant sur la rive Nord-Ouest du fleuve Saint-Laurent, dans le territoire non organisé du Lac-au-Brochet et dans la municipalité de Longue-Rive (secteur de Saint-Paul-du-Nord), dans la municipalité régionale de comté (MRC) de La Haute-Côte-Nord, dans la région administrative de la Côte-Nord, dans la Province de Québec, au Canada.
Une route forestière dessert toute la vallée de la rivière du Cèdre ; cette route longe la rive Sud de la rivière Portneuf pour rejoindre vers l’Est la route 138 au village de Sainte-Anne-de-Portneuf ; cette dernière route longe la rive Nord-Est du fleuve Saint-Laurent,,.
La surface de la rivière des Cèdres est habituellement gelée de la fin novembre au début avril, toutefois la circulation sécuritaire sur la glace se fait généralement de la mi-décembre à la fin mars.

## Géographie
Les principaux bassins versants voisins de la rivière des Cèdres sont :
- côté Nord : rivière Portneuf, coulée Sapin, lac Sauniat ;
- côté Est : rivière Portneuf, ruisseau McDonald, rivière à Philias, fleuve Saint-Laurent ;
- côté Sud : ruisseau du Cèdre, rivière aux Castors ;
- côté Ouest : lac des Perches, rivière Roussel, rivière aux Ours.

La rivière des Cèdres prend sa source à l'embouchure d’un lac non identifié (longueur : 0,4 km ; altitude : 212 m) entouré de montagnes, dans le territoire non organisé de Lac-au-Brochet. Il est alimenté par l’égouttement des eaux des flancs montagneux voisins.
À partir de ce lac de tête, la rivière des Cèdres coule généralement vers le Sud-Est entièrement en zones forestières sur 26,9 km selon les segments suivants :
- 3,5 km vers l’Est, en dénivelant de 33,0 m et en traversant un petit lac non identifié (altitude :  178 m) jusqu'à son embouchure ;
- 2,8 km vers l’Est en recueillant la décharge (venant du Sud) du Lac de la Pioche, puis vers le Sud-Est en traversant le Lac Vitré (altitude : 171 m) et le Lac Loin (altitude : 164 m), jusqu’à la décharge (venant du Sud-Ouest) d’un lac non identifié ;
- 5,2 km vers l'Est, en suivant le pied des montagnes et en traversant trois petits lacs non identifiés, jusqu’à l’embouchure du dernier ;
- 2,8 km vers l’Est, puis vers le Sud, jusqu'à la décharge (venant de l’Ouest) du Lac de la Savane ;
- 6,8 km vers le Nord-Est dans une étroite vallée enchâssée entre les montagnes, jusqu’à la limite Ouest de la municipalité de Longue-Rive (secteur Saint-Paul-du-Nord) ;
- 0,5 km vers l’Est dans Longue-Rive, jusqu'au ruisseau du Cèdre (venant du Sud) ;
- 5,3 km vers l’Est, puis vers le Nord en serpentant en fin de segment, jusqu'à la confluence de la rivière[2].

La rivière des Cèdres se déverse dans une courbe de la rive Sud de la rivière Portneuf. Cette confluence est située à :
- 18,1 km à l’Ouest de la confluence de la rivière Portneuf et du fleuve Saint-Laurent ;
- 18,6 km au Sud-Ouest du centre-ville de Forestville ;
- 37,3 km au Nord-Ouest du centre du village des Escoumins ;
- 66,4 km au Nord du centre du village de Tadoussac.

## Toponymie
Le toponyme "rivière des Cèdres" a été officialisé le 5 décembre 1968 à la Banque des noms de lieux de la Commission de toponymie du Québec.